# 米里亞省
13°42′26″N 9°09′00″E / 13.70722°N 9.15000°E

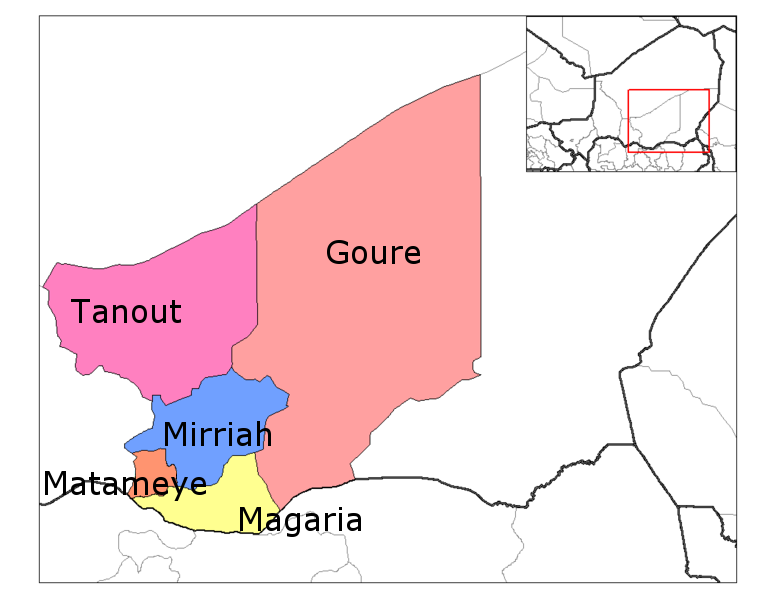

米里亞省（法語：Mirriah），是尼日爾的省份，位於該國南部，由津德爾大區負責管轄，北面是塔努特省，面積14,334平方公里，2011年人口1,080,589，人口密度每平方公里75人。